# Fusiturricula sunderlandi
Fusiturricula sunderlandi is een slakkensoort uit de familie van de Drilliidae. De wetenschappelijke naam van de soort is voor het eerst geldig gepubliceerd in 1990 door Petuch.